# منظمة الشباب الاشتراكي
قالب:Infobox political youth organization 
كانت منظمة الشباب الاشتراكي في الجمهورية العربية المتحدة منظمة شبابية في مصر . تم تأسيسها كجناح شبابي للاتحاد الاشتراكي العربي في عام 1965. وجاءت تحت قيادة القطاعات الماركسية في مصر . كان مفيد شهاب الأمين العام للمنظمة. 
شنّ جمال عبد الناصر حملة قمعية على المنظمة (وكذلك على قطاعات يسارية أخرى في الاتحاد الاشتراكي العربي) في عام ١٩٦٨، فأوقف الكثير من أنشطتها. ثم تركها العديد من نشطائها لاحقًا، غير راضين عن الاشتراكية العربية التي تبناها عبد الناصر. وأصبح هؤلاء النشطاء نواة الحركة الطلابية الراديكالية خلال أوائل سبعينيات القرن العشرين.